# Blackboard Learning System
Blackboard Inc. — американська компанія з освітніх технологій зі штаб-квартирою в Рестоні, штат Вірджинія, США. Також відома як Blackboard Learn, система управління навчанням .
Генеральним директором компанії є Вільям Л. Балхаус, колишній президент і генеральний директор SRA International, який також був призначений головою та президентом 4 січня 2016 року після відставки Джея Бхатта, який очолював Blackboard з жовтня 2012 року. фірма надає освітнє, мобільне, комунікаційне та комерційне програмне забезпечення та супутні послуги клієнтам, включаючи постачальників освіти, корпорації та державні організації. Програмне забезпечення складається з семи платформ під назвою Learn, Transact, Engage, Connect, Mobile, Collaborate і Analytics, які пропонуються у комплекті. Фірму заснували Стівен Гілфус, Деніел Кейн, Майкл Чейзен іМетью Піттінскі шляхом об'єднання бізнесу в 1997 році і став публічною компанією в 2004 році. Вона працювала публічно, поки не була придбана Providence Equity Partners у 2011 році.
Станом на січень 2014 року його програмним забезпеченням та послугами користуються приблизно 17 000 шкіл та організацій у 100 країнах. Сімдесят п'ять відсотків коледжів та університетів США та більше половини округів K–12 у Сполучених Штатах використовують його продукти та послуги, а 80 відсотків провідних академічних установ світу, як повідомляється, використовують інструменти Blackboard, згідно з Рейтинг репутації вищої освіти Times.

## Історія

### Рання історія

#### CourseInfo LLC
CourseInfo був заснований наприкінці 1996 року як постачальник програмного забезпечення, заснований студентами Корнелльського університету Стівеном Гілфусом і Деніелом Кеном. Гілфус написав бізнес-план для CourseInfo та його продукту Interactive Learning Network, будучи студентом Cornell. CourseInfo (початок створення кімнати в гуртожитку) з Гілфусом як керівником бізнесу та Кеном як провідним розробником розробили інноваційну нову платформу для Інтернету та мережевого навчання під назвою «Система керування курсами» від Гілфуса. Гілфус як стратег із продукту та Кейн як провідний технічний гуру вже визначили відповідність ринку та визначили категорію, а також створили портфоліо з 15 інституційних клієнтів, включаючи Корнельський університет, Університет Піттсбурга та Єльську медичну школу. Продукт спочатку продавався школам за моделлю річного ліцензування FTE — моделі підприємства з повним розгортанням у школі.

#### Blackboard LLC
ТОВ «Блекборд». була заснована в 1997 році Майклом Чейзеном і Меттью Піттінський і починалася як консалтингова фірма, укладаючи контракт з некомерційним IMS Global Learning Consortium, розробляючи прототип для онлайн-навчання та мислення за допомогою стандартизації онлайн-навчання. Чейзен і Піттінскі почали Blackboard після того, як залишили KPMG Consulting, де вони обидва працювали в рамках практики вищої освіти компанії.

#### Blackboard Inc.
У 1998 році, після того як Кейн познайомився з Чейзеном на конференції з адаптивного навчання, Гілфус і Кейн вирішили об'єднати CourseInfo LLC. з Chasen and Pittinky's Blackboard LLC. компанії, щоб залучити гроші та розширити бізнес. Об'єднана компанія стала корпорацією, відомою як Blackboard Inc. Вони перейменували платформу CourseInfo, створену командою Cornell, на CourseInfo Blackboard; бренд CourseInfo був припинений у 2000 році. Як продовження початкових двох тижнів CourseInfo для безкоштовних курсів  компанія надала розміщену версію «CourseSites» для викладачів, щоб вони могли безкоштовно спробувати.  Після збільшення початкового раунду нова компанія отримала прибуток у перший рік, а її продажі в 1998 році наблизилися до 1 мільйона доларів США. Інші ранні продукти включали Blackboard Classroom і Blackboard Campus, обидві похідні від оригінальної платформи.
У 2000 році Blackboard придбала карту кампуса iCollege/College Enterprises Inc., запровадивши можливості торгівлі в портфоліо Blackboard.
До 2006 року програмне забезпечення платформи навчання фірми використовувалося в більш ніж 40 % університетських містечок США, і компанія отримала значну частку на світовому ринку.  Спочатку це розширення фінансувалося за рахунок венчурного капіталу від ряду інвесторів, включаючи Pearson PLC, Dell, AOL, The Carlyle Group і Novak Biddle Venture Partners. У цей час компанія перейменувала свою категорію продуктів «Система управління курсами» в категорію «Системи управління навчанням», щоб продавати її в корпоративному просторі.
Експансія за кордоном почалася на початку 2000-х років, охопивши Азію, Австралію та Європу.  У червні 2004 року Blackboard провів первинне публічне розміщення акцій (IPO) під тикером фондового ринку BBBB .  Продаж акцій під час первинного публічного розміщення приніс компанії приблизно 70 мільйонів доларів, що зробило її другим найуспішнішим технологічним IPO того року.

### Розширення та викуп компанії
У 2006 році Blackboard завершила придбання свого найбільшого конкурента, WebCT Inc, збільшивши свою частку на ринку вищої освіти до 65-75 відсотків.  Протягом наступних п'яти років компанія інвестувала в серію нових продуктів і придбань, включаючи Blackboard Xythos, Blackboard Connect, Blackboard Mobile, Blackboard Collaborate і Blackboard Analytics, таким чином виходячи за межі ринку систем управління навчанням.
До 2011 року продукцією фірми користувалися більше половини коледжів та університетів США. 1 липня 2011 року Blackboard погодилася викупити 1,64 мільярда доларів групою інвесторів під керівництвом Providence Equity Partners, що завершилося 4 жовтня 2011 року.  Після продажу Providence Equity Partners об'єдналися Edline, його система навчання K-12 , з Blackboard. Пізніше Edline була перейменована в Blackboard Engage.
Згідно зі статтею TechCrunch 2012 року, незважаючи на успіх, Blackboard стала «однією з найбільш нелюбимих — навіть ненависних — компаній у сфері освіти».  У грудні 2011 року Fast Company повідомила, що 93 % респондентів опитування клієнтів Amplicate «ненавидять» компанію.
У вересні 2017 року Blackboard оголосила про своє розширення на Індійський освітній ринок і, як було сказано, співпрацює з 50 навчальними закладами.

### Нове керівництво
Джей Бхатт змінив Чейзена на посаді генерального директора компанії в жовтні 2012 року. Бхатт прийшов у компанію після того, як обіймав посаду генерального директора Progress Software .  Будучи генеральним директором Blackboard, Бхатт об'єднав портфель продуктів компанії в пропозиції під назвою «рішення».  Він також реструктуризував компанію за ринком (включаючи Північну Америку та міжнародний), а не за продуктом, і консолідував розробку продукту та управління під керівництвом нових керівників.  У липні 2014 року повідомлялося, що приблизно 500 із 3000 співробітників Blackboard було найнято в період з 2013 по 2014 рік
У 2019 році Blackboard Inc. оголосила, що Едвін Шолте буде призначений фінансовим директором (CFO).
Основними напрямками діяльності компанії під керівництвом Бхатта були: навчальні рішення, орієнтовані на студентів; інвестування в Blackboard Learn, основний продукт компанії; інтеграція портфеля продуктів компанії; і створення пропозицій освітніх послуг, таких як онлайн-менеджмент програм. У 2013 році компанія представила платформу для проведення масових відкритих онлайн-курсів під назвою MOOC, а в 2014 році представила профілі та бази даних студентів Бхатт також змінив стратегію компанії щодо придбання нових бізнесів. Замість того, щоб купувати конкурентів, Бхатт заявив, що вважає за краще купувати компанії на основі їхніх інновацій.
У липні 2014 року Бхатт оголосив про ряд змін у продукті, включаючи переробку UX Blackboard на інтерфейс, що нагадує iOS, розширення параметрів розгортання Blackboard Learn, щоб включити загальнодоступну хмару, а також покращення мобільного додатка Blackboard.
Станом на липень 2014 року Blackboard обслуговує приблизно 17 000 шкіл та організацій.  Він займає найвищу частку на ринку освіти: 75 відсотків коледжів та університетів і більше половини округів K-12 у США використовують його продукти та послуги.
Станом на вересень 2014 року Blackboard придбала MyEdu, Perceptis, CardSmith  і Requestec  під керівництвом Бхатта. Придбання відображають нову стратегію придбання Бхатта, спрямовану на здійснення інвестицій, які служать студентам і призведуть до інновацій в основних продуктах викладання та навчання Blackboard.

## Злиття та поглинання
Blackboard використовує придбання інших компаній як стратегію для обмеження конкурентів і виходу на нові ринки.  У період з 2006 по 2012 рік компанія витратила понад 500 мільйонів доларів на придбання.
До конкуруючих платформ управління навчанням, які були придбані Blackboard, щоб поглинути своїх користувачів і зменшити конкуренцію, належать: програмне забезпечення для керування курсами Університету Джорджа Вашингтона, Prometheus, у 2002 році;  і WebCT Inc., її найбільшого конкурента в галузі освітнього програмного забезпечення, у 2005 році.  За даними компанії, що вивчає ринок Eduventures, злиття з WebCT збільшило частку фірми на ринку вищої освіти до 65-75 відсотків. .  У 2009 році придбання ANGEL Learning, розробника освітнього програмного забезпечення, збільшило клієнтську базу Blackboard до майже 6000 навчальних закладів, компаній та державних установ.
Компанія також здійснила придбання, щоб розширити свою продуктову базу іншими послугами та програмним забезпеченням, пов'язаними з освітою.  До таких придбань належать: NTI Group у 2008 році, яка стала основою Blackboard Connect;  постачальники онлайн-і мобільних інструментів спільної роботи Wimba, Inc. та Elluminate, Inc. у 2010 році для створення Blackboard Collaborate; iStrategy у грудні 2010 року, що призвело до створення Blackboard Analytics;  та Presidium Inc. у 2011 році, яка переросла в Blackboard Student Services.  Після злиття компанії з Edline у 2011 році  згодом Edline була перейменована в Blackboard Engage. У березні 2012 року Blackboard придбала Moodlerooms Inc. (провайдер хостингу Moodle) і NetSpot з Аделаїди, Австралія, які потім стали основою підрозділу Blackboard Open Source Services.
Станом на 30 червня 2018 року Blackboard (який з 2012 року торгується як «Moodlerooms») більше не є сертифікованим партнером Moodle і більше не може використовувати назву Moodlerooms або торгові марки Moodle, які були ліцензовані для реклами Moodle- супутні послуги.
З січня 2014 року по квітень 2015 року Blackboard придбала дев'ять компаній, зокрема: MyEdu, компанію з онлайн-освіти в Остіні; Perceptis, постачальник довідкової служби та адміністративних послуг;  CardSmith, компанія, яка пропонувала картки для студентських квитанцій та оплату на території кампусу;  Requestec, постачальник технологій для VoIP, відеоконференцій та обміну миттєвими повідомленнями ;  ParentLink, система масових сповіщень і видавець мобільних додатків; і Schoolwires, компанія, яка спеціалізується на створенні шкільних веб-сайтів.
У серпні 2015 року Blackboard придбала колумбійську Nivel7, можливо, найбільшого постачальника послуг Moodle в Латинській Америці.
Blackboard придбала Sequoia Retail Systems у травні 2016 року.
Зберігаючи велику частку ринку в США, Blackboard в усьому світі випередив Moodle з відкритим кодом, який став домінуючим у світі VLE (https://mfeldstein.wpengine.com/academic-lms-market-share-view-across- чотири глобальних регіони/).

## Операції
Попередня штаб-квартира Blackboard Inc. за адресою 650 Massachusetts Avenue NW, у Вашингтоні, округ Колумбія
Хоча раніше була публічною компанією, після її викупу в 2011 році Providence Equity Partners Blackboard тепер працює як приватна компанія. Штаб-квартира компанії знаходиться у Вашингтоні, округ Колумбія, і вона має офіси в Азії, Австралії, Європі та в кількох місцях у Північній Америці.

## Продукти та послуги

### Blackboard Learn
Початковим продуктом, який запропонувала компанія, було програмне забезпечення для керування курсами, вперше доступне в 1998 році.  Остання версія Blackboard Learn 9.1 була випущена в квітні 2010 року.  Це система керування навчанням, яка забезпечує систему навчання для проведення курсів та управління для закладів; спільнота та система порталу для спілкування; система управління контентом для централізованого контролю за змістом курсу; і система для запису та аналізу результатів оцінювання студентів.
Незважаючи на те, що програмне забезпечення є власністю, розробники можуть розширювати функціональні можливості системи та створювати налаштовані курси для керування та доставки, розробляючи програмне забезпечення та програми, відомі як Building Blocks, створені Гілфусом і Піттінським, що дозволяє третім- сторонні розробники створювати налаштування та розширення для Blackboard Learn за допомогою відкритих API та веб-сервісів.  У 2011 році компанія повторно запустила оригінальну пропозицію CourseSites, безкоштовну версію свого програмного забезпечення Blackboard Learn and Collaborate, для якого вона надає хостинг і підтримку.
У 2012 році автор TechCrunch Ріп Емпсон прокоментував, що зосередженість Blackboard на придбаннях не дозволила компанії повністю зосередитися на своїх програмних продуктах, що призвело до постійного впровадження додаткових функцій, відомих як функція повзти.
За словами автора TechCrunch Ріпа, у 2014 році інтерфейси продуктів компанії стали «ганебними як частина академічного життя, яку треба було терпіти, а не насолоджуватися» . у процесі оновлення своєї системи управління навчанням та інтерфейсу користувача в ній, відзначаючи, що навігація останньою була причиною «тривоги» для давніх користувачів.
У березні 2020 року Blackboard погодилася продати свій бізнес Open LMS для Learning Technologies Group за 31,7 мільйона доларів.

### Інші продукти
Blackboard Collaborate був створений у липні 2010 року і використовується школами K-12 та вищими навчальними закладами для підвищення кваліфікації та дистанційного навчання. Він написаний на Java. Платформа також використовується підприємствами для дистанційного навчання та для проведення конференцій.
Компанія запустила Blackboard Mobile у 2009 році після придбання TerriblyClever. Платформа надає студентам доступ до навчального та навчального вмісту та інформації про кампус через мобільні додатки для пристроїв iOS, Android, BlackBerry та WebOS. Blackboard Mobile дозволяє студентам отримувати доступ до матеріалів курсу, перевіряти оцінки та брати участь в обговореннях, а також отримувати доступ до інформації про життя та послуги кампусу.
Компанія почала надавати свою службу Blackboard Connect у 2008 році  для використання шкільними округами та вищими навчальними закладами для масової розсилки телефонних, текстових та електронних повідомлень. Службу можна використовувати для звичайних сповіщень і сповіщень, сповіщень для академічних чи інструкторів, а також для шкільних округів і спільнот для обміну важливою інформацією, як-от у разі стихійних лих і надзвичайних ситуацій у кампусі. Платіжний пристрій Blackboard Transact, прикріплений до університетського торгового автомата. Blackboard Transact, раніше Blackboard Commerce Suite, — це система обробки транзакцій, пов'язана з ідентифікаційними картками університету, яку можна використовувати для планування харчування, торговельних автоматів і послуг пральні, а також інтерфейс електронної комерції для системи транзакцій. Система Transact сумісна з NFC, а її ідентифікаційні картки використовують безконтактну технологію. Blackboard Transact також включає програму для постачальників поза кампусом, яка дозволяє студентам оплачувати товари за допомогою картки університетського містечка свого коледжу. У березні 2019 року Blackboard оголосила, що Transact буде виділена, будучи придбаною Reverence Capital Partners.
Blackboard Analytics була розроблена після того, як компанія придбала iStrategy, компанію з аналізу даних, у грудні 2010 року. Платформа Blackboard Analytics — це система для зберігання та аналізу даних із додатками для навчальних закладів для аналізу кількості студентів, розкладу занять та фінансівої інформації. Платформа була створена як інструмент бізнес-аналітики спеціально для вищих навчальних закладів і використовує дані з інформації про студентів, кадрів та фінансових інформаційних систем коледжів.

### Послуги
Послуги Blackboard включають: керований хостинг, консультування платформ, корпоративне консультування, управління онлайн-програмами, навчання та обслуговування студентів.
Служба Blackboard Student Services надає послуги з управління прийомом та зарахуванням студентів, фінансову допомогу, студентські рахунки та збереження. Він також надає підтримку в ІТ та службі підтримки студентам і викладачам щодо систем управління навчанням.

## Правові питання
У січні 2006 року Бюро з патентів і товарних знаків США видало компанії патент США 6 988 138 на «Систему та методи підтримки освіти на базі Інтернету». Патент встановив претензії Blackboard на концепцію об'єднання веб-інструментів для створення взаємопов'язаних в університеті система управління курсом.  Фірма оголосила про патент 26 липня 2006 року і того ж дня подала позов про порушення патентних прав проти конкуруючої компанії Desire2Learn Inc. Згідно з новинами, присудження патенту та Позов проти Desire2Learn викликав занепокоєння щодо патентоспроможності в електронному навчальному співтоваристві.
Веб-сайт BoycottBlackboard.org був створений 2 серпня 2006 року Крісом Гамблі на основі пошуку WHOIS, закликаючи до бойкоту продуктів компанії та пропонуючи онлайн-петицію, яку підписали ті, хто виступав проти патенту. Крім того, деякі критики патенту та позову створили статтю у Вікіпедії про історію віртуальних навчальних середовищ, щоб задокументувати існуючі приклади програмного забезпечення для керування курсами.  У листопаді 2006 року Центр права свободи програмного забезпечення подав запит до Патентного відомства США на повторну експертизу патенту Blackboard, а в січні 2007 року запит було схвалено на основі попереднього рівня техніки, на який посилається центр, піднявши «істотні» питання. Щоб вирішити занепокоєння, що виникли в освітньому програмному забезпеченні та в академічних спільнотах, у лютому 2007 року фірма оголосила, що взяла на себе зобов'язання не відстоювати свої патентні права проти розробників програмного забезпечення з відкритим кодом і некомерційних розробників.
У лютому 2008 року федеральне журі в Техасі винесло рішення на користь Blackboard у позові про порушення патенту проти Desire2Learn, визнавши компанію-конкурента відповідальною за порушення її патенту. Через місяць, у березні 2008 року, Патентне відомство США винесло попереднє рішення після повторного розгляду патентної заявки Blackboard, яке відхилило 44 претензії компанії. Патентне відомство заявило, що ухвалить остаточне рішення після розгляду патенту.
Після рішення федерального журі в лютому 2008 року, пізніше того ж року Desire2Learn подав апеляцію до Апеляційного суду федерального округу США. 27 липня 2009 року Апеляційний суд ухвалив рішення про те, що 38 патентних претензій Blackboard у позові проти Desire2Learn були недійсними. Спір було вирішено, коли Blackboard і Desire2Learn 15 грудня 2009 року оголосили, що кожна компанія вирішує всі поточні судові спори між ними та уклала угоду про перехресне ліцензування . У квітні 2010 року фірма відмовилася від патенту 6 988 138, а в листопаді того ж року юрисконсульт компанії оголосив про «офіційне припинення дії патенту» і заявив, що Blackboard припинив свої апеляції.